# 池田博道
池田 博道（いけだ ひろみち）は、江戸時代中期から後期にかけての岡山藩の家老。通称は弁之進、刑部、右膳、隼人。建部池田家（森寺池田家）9代当主。

## 家系
建部池田家（森寺池田家）は池田恒興の育ての親の森寺秀勝に始まる家で、恒興の三男池田長吉の三男長政が実兄の3代森寺長貞の養子となって池田氏を称し、備前建部1万4000石（6代宗春以降は1万石）を領した。代々岡山藩家老。明治39年（1906年）博愛が男爵に叙され華族となる。庶子は森寺氏や森氏を称す。

## 略歴
延享5年（1748年）、岡山藩家老池田俊清の四男として誕生。母は広島藩家老上田重羽の次女登和子。幼名は民之助。初名清煕。
嫡男だった兄・勝敬が早世したため、宝暦13年（1763年）に16歳で嫡男となる。明和2年（1765年）4月、父の隠居により家督を継ぐ。
天明8年（1788年）、仕置家老となる。寛政8年（1796年）、藩政改革を志す藩主池田斉政に藩財政悪化の責任を問われ、仕置職を辞職する。
寛政10年（1798年）、御津郡中田村（後の建部村）の別邸に、家臣瀧野善左衛門等に命じて、家中子弟の文武修練のため学問所を設置する。成績の優秀なものには加増し、劣るものには禄を減じた。また、指導にあたる教授には、家禄の他に職俸を給した。
享和3年（1803年）、隠居し嫡男の博教に家督を譲る。文化9年（1812年）8月4日没。墓所は阿光山建部池田家墓所（岡山県岡山市北区建部町）。次男の忠真は正室仙の実家伊木家に養子入りしている。

## 系譜
- 父：池田俊清（1707-1765）
- 母：登和子 - 上田重羽の次女
- 正室：仙 - 伊木忠知の三女
  - 嫡男：池田博教（1772-1806）
- 側室：高衣氏
  - 長女：真子 - 乾長徳（鳥取藩家老）室
  - 次男：伊木忠真（1781-1807） - 伊木忠福の養子
  - 三男：永見國誠（1789-1862） - 永見國保（津山藩家老）の養子
  - 次女：岩代 - 土倉一静室